# Виртуальный секс
Виртуальный секс (также вирт) — общение, во время которого два или более человека взаимодействуют в виртуальном пространстве с целью сексуального удовлетворения друг друга, отправляя соответствующие стимулирующие сообщения, как текстовые, так и мультимедиа. Этот термин описывает феномен вне зависимости от используемого оборудования. Существует секс по телефону, киберсекс, эротический видеочат и пр.

## Описание
При выборе партнёра по виртуальному сексу индивид не ограничен государственными границами. К тому же, кроме государственных границ, человек как правило не испытывает тех комплексов, которые может испытывать при реальном сексе с реальным партнёром. Иногда это позволяет человеку лучше себя узнать. Виртуальный секс так же часто используется как прелюдия к реальному.
В XXI веке особо популярным становится виртуальный секс с моделями через веб-камеру на специальных сайтах, предоставляющих эту техническую возможность. Веб модель — это девушка, женщина или молодой человек, которые находясь перед веб камерой, выполняют различные пожелания клиентов за деньги.
Также в последнее время кроме чисто виртуального секса появился полувиртуальный, с использованием технических устройств, когда индивид совмещает видео (к примеру в чате через Skype), и подключенное к компьютеру устройство для занятия виртуальным сексом, которым управляет партнёр через интернет.
Еще один вид виртуального секса входит в моду, это виртуальный секс с помощью симуляторов, в этом случае, кроме подключенного устройства (по USB или Bluetooth). Видеосигнал заменяется управляющими командами как в ставших обычными 3D-играх, и на экране пользователь уже управляет собственным персонажем, который занимается сексом с другим персонажем, управляемым другим пользователем (партнёром по виртуальному сексу).

## В искусстве
- Виртуальное соблазнение (телефильм, 1995, США)
- «Virtual Sex» — музыкальный альбом (сборник)